# Marek Siemek
Marek Jan Siemek (27 de noviembre de 1942 – 30 de mayo de 2011) fue un filósofo polaco. También era profesor especializado en la historia de la filosofía transcendental alemana. Fue profesor del Instituto de Filosofía de la Universidad de Varsovia y director del Departamento de Filosofía Social.
Marek Siemek fue discípulo de Bronisław Baczko, uno de los mayores exponentes de la Escuela de Varsovia de historia de las ideas. En sus primeros trabajos Siemek interpreta el marxismo como la forma de la filosofía transcendental. En sus últimos trabajos, abandona el marxismo por el hegelianismo interpretado como la filosofía social trascendental.
Desde 1986 fue miembro del Comité Consultivo Internacional de la International Hegel-Gesellschaft. Miembro del Colegio Invisible. El 10 de febrero de 2006 recibió el doctorado honoris causa de la Universidad de Bonn.

## Principales publicaciones
- Fryderyk Schiller, Warszawa, Wiedza Powszechna, 1970
- Idea transcendentalizmu u Fichtego i Kanta, Warszawa, PWN, 1977
- Filozofia, dialektyka, rzeczywistość, Warszawa, PIW, 1982
- W kręgu filozofów, Warszawa, Czytelnik, 1984
- Filozofia spełnionej nowoczesności - Hegel, Wykłady Kopernikańskie w Humanistyce, vol. 2, Toruń, Wydawnictwo UMK, 1995.
- Hegel i filozofia, Warszawa, Oficyna Naukowa, 1998
- Vernunft und Intersubjektivität. Zur philosophisch-politischen Identität der europäischen Moderne, Baden-Baden, Nomos Verlagsgesellschaft, 2000
- Wolność, rozum, intersubiektywność, Warszawa, Oficyna Naukowa, 2002[3]

### Traducciones
- "Prawdy szukamy obaj". Z korespondencji między Goethem i Schillerem, con Jerzy Prokopiuk, Czytelnik, Warszawa 1974 (translation of the correspondence between Goethe and Schiller)
- Martin Heidegger, Nauka i namysł; Przezwyciężenie metafizyki, en: Martin Heidegger, Budować, mieszkać, myśleć. Eseje wybrane, Czytelnik, Warszawa 1977
- György Lukács, Młody Hegel. O powiązaniach dialektyki z ekonomią, BKF, PWN, Warszawa 1980
- György Lukács, Historia i świadomość klasowa., BWF, PWN, Warszawa 1988.
- Georg Wilhelm Friedrich Hegel, Życie Jezusa, in: Zygmunt Freud, Mojżesz i monoteizm, Czytelnik, Warszawa 1995.
- Johann Gottlieb Fichte, Teoria Wiedzy. Wybór pism, vol. 1, BKF, PWN, Warszawa 1996